# St. Jakob-Park

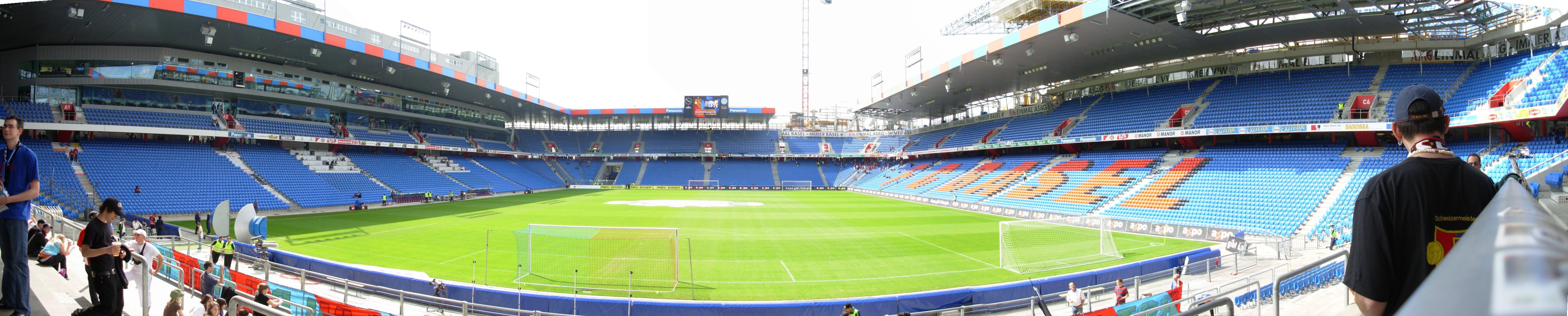
Panorama St. Jakob-Park

St. Jakob-Park – stadion piłkarski w Bazylei. Został wybudowany w latach 1998–2001 w miejscu byłego St. Jakob-Stadion. Jego przebudowa, oparta na projekcie biura architektonicznego Herzog & de Meuron, trwała w latach 2004–2008. Mieszkańcy miasta zwą go Joggeli. Jego konstrukcja połączona jest z apartamentowcem. Swoje mecze rozgrywa tu drużyna wielokrotnego mistrza Szwajcarii, FC Basel. W 2008 roku stadion był jedną z głównych aren Euro 2008 w piłce nożnej.